# Admiral von Frankreich

Vorgesehene Rangabzeichen für einen Admiral von Frankreich

Unter dem Ancien Régime war der Admiral von Frankreich (französisch Amiral de France) – dem Connétable von Frankreich gleichgestellt – Oberbefehlshaber der französischen Flotte mit eingeschränkten Machtbefugnissen.

## Ancien Régime
Die Aufgabe eines Admirals von Frankreich wurde 1270 von König Ludwig IX. im Zusammenhang mit dem Siebten Kreuzzug geschaffen. Der Titel war dem des Connétable von Frankreich äquivalent und der Inhaber zählte zu den Großoffizieren der Krone.
Die Aufgabe des Admirals betraf die Küsten der Picardie, der Normandie, des Aunis und der Saintonge. In Kriegszeiten musste er Handelsschiffe zu einer militärischen Flotte zusammenstellen, sie für die Seefahrt bewaffnen, ausstatten und verproviantieren, und dem Korsaren den Kaperbrief ausstellen. In Friedenszeiten befasste er sich mit dem Unterhalt der königlichen Flotte, sofern sie existierte, aber auch mit dem Seehandel und der Handelsflotte.
Die wenigsten der Admirale waren selbst Seefahrer – mit Ausnahme von Claude d’Annebault hat keiner von ihnen jemals die Flotte tatsächlich befehligt. Die tatsächliche Macht eines Admirals von Frankreich war eher gering, zum Teil aufgrund der Konkurrenz der anderen Admirale (der Amiral des mers du Levant für die Provence, der Amiral de Bretagne und der Amiral des mers du Ponant für Guyenne), des Generals der Galeeren und dann des Marineministeriums.
Das Amt hatte hingegen durchaus starke politische Bedeutung, ähnlich dem Connétable. Zudem war es lukrativ: dem Admiral standen ein Teil der Strafen und der Beschlagnahmungen aus den Seeblockaden zu, sowie von Strandgut, Ankergeld und Schiffbruch, ein Zehntel der Kriegseinnahmen etc.
Darüber hinaus gab es die Rechtsprechung, wieder ähnlich wie beim Connétable und dem Marschall von Frankreich, am Table de marbre in Paris, Rouen sowie etwa 50 weiteren Standorten entlang der Küsten, die sich auch mit Fischerei und der Kriminalität im Hafengebiet befassten.
Die Admiralität von Frankreich wurde 1627 von Richelieu abgeschafft, der neugeschaffener Grand-maître de la navigation war und die gesamte Macht über die Marine in seiner Hand haben wollte. Ludwig XIV. stellte das Amt am 12. November 1669 mit einem Edikt wieder her. Der erste neue Titelträger war sein unehelicher Sohn Louis de Bourbon, Graf von Vermandois, der gerade erst 2 Jahre alt war. In der Folgezeit zeigte nur Louis-Alexandre de Bourbon, comte de Toulouse Interesse für diese Aufgabe.
In der zweiten Hälfte des 18. Jahrhunderts kamen die Admiralitäten vollständig unter die Kontrolle des Marineministeriums.

## Nach der Französischen Revolution
Nach der Auflösung der Admiralität durch die Verfassungsgebende Versammlung am 22. April 1791 wurde das Amt durch kaiserliches Dekret vom 13. Pluviôse des Jahres 13 (2. Februar 1805) und königlicher Ordonnanz vom 18. Mai 1814 wieder eingeführt – Amtsinhaber war Joachim Murat, nach Napoleons erstem Sturz Louis-Antoine de Bourbon, duc d’Angoulême – und 1870 wieder abgeschafft. Der letzte Titelträger war Trehouard de Beaulieu (1869). Am Vorabend des Zweiten Weltkrieges wurde 1939 eigens für Admiral François Darlan der Rang eines Amiral de la Flotte geschaffen, der mit dem eines Admiral von Frankreich vergleichbar war.
Heute sind die Titel des Marschalls von Frankreich und des Admirals von Frankreich staatliche Würden (le titre de maréchal de France et celui d'amiral de France, constituent une dignité dans l'État, Gesetz von 1972) – auch wenn es niemanden gibt, der diese Würde trägt.

## Admirale von Frankreich
1. Ugoni Lercadi, 1248 admiratus illustris regis Francorum für den Sechsten Kreuzzug
2. Florent de Varennes, † 1270, 1269 amiraut du roi für den siebten Kreuzzug
3. Aubert II. de Longueval, † 1285 in einer Seeschlacht vor der Küste Aragons
4. Enguerrand V. de Coucy, 1285 zum Admiral für den Kreuzzug gegen Aragon ernannt
5. Othon de Torcy, 1296–1297
6. Mathieu IV. de Montmorency, † wohl 1305, Admiral und 1296 Großkammerherr von Frankreich (Stammliste der Montmorency)
7. Jean II. d’Harcourt, genannt le Preux, † 1302, Admiral und Marschall von Frankreich
8. Raniero Grimaldi, 1304–1314
9. Béranger Blanc, 1315–1323
10. Gentian Tristan, 1324–1326
11. Pierre Miège, auch Pierre Médicis genannt, 1326–1334
12. Jean II. de Chepoy, 1334
13. Hugues Quiéret, 1336–1340
14. Nicolas Béhuchet, 1339–1340, Amiral de la Flotte
15. Antonio Doria, 1339
16. Luis de la Cerda, Comte de Talmont, 1341–1346
17. Charles Ier Grimaldi, Seigneur de Monaco: 1342
18. Pierre Flotte, Seigneur de Revel, genannt Floton de Revel, 1345–1347
19. Jean de Nanteuil, 1347–1356
20. Vakanz 1356–1359
21. Enguerran de Mentenay, 1359
22. Jean La Heuse genannt Le Baudrain de La Heuse, 1359–nach 1369, † nach 1372
23. François de Périlleux (oder de Perillos), 1368–1369
24. Aimeri VI. de Narbonne, 1369–1373
25. Jean de Vienne, 1373–1396
26. Rénaud de Trie, Seigneur de Sérifontaine, 1396–1405
27. Pierre de Bréban, genannt Clignet, 1406–1408, † nach 1428
28. Jacques de Châtillon, Seigneur de Dampierre, 1408–1410, † 1415
29. Robert de Bracquemont, genannt Robinet, 1417–1418
30. Jean de Poix (oder de Tyrel), 1418
31. Charles de Recourt, genannt de Lens (oder de Recourt dit de Lens), Vicomte de Beauvoir, Seigneur de la Cattinière, 1418–1419
32. Georges de Beauvoir de Chastellux, 1420
33. Louis de Culant, Seigneur de Culant et de Châteauneuf, 1421–1437
34. William de la Pole, 1. Duke of Suffolk, 1424–1437, von Heinrich VI. ernannt
35. André de Laval, 1436–1439, danach Marschall von Frankreich
36. Edward de Courtenay, 1439–14xx, von Heinrich VI. ernannt
37. Prigent VII. de Coëtivy, 1439–1450 (Haus Coetivy)
38. Jean V. de Bueil, 1450–1461, † 1477
39. Jean de Montauban, 1461–1466, † 1466
40. Louis de Bourbon, genannt le Bâtard de Bourbon, Comte de Roussillon en Dauphiné, 1466–1486
41. Odet d’Aydie (um 1425–1498), 1472–1498
42. Louis Malet, Seigneur de Graville, 1487–1508 (Haus Malet)
43. Charles II. d’Amboise, 1508–1511
44. Louis Malet, 2. Mal 1511–1516
45. Louis II. de La Trémoille, Vicomte de Thouars, Prince de Talmont, 1517
46. Guillaume Gouffier de Bonnivet, 1517–1525
47. Philippe Chabot, Comte de Buzançais, 1525–1543
48. Antoine de La Rochefoucauld, Seigneur de Barbezieux, † 1537
49. Claude d’Annebault, Baron de Retz, 1544–1552
50. Gaspard II. de Coligny, 1552–1572
51. Honorat II. de Savoie, Marquis de Villars, 1572–1578
52. Charles II. de Lorraine, Duc de Mayenne, 1578–1582
53. Anne de Joyeuse, Duc de Joyeuse, 1582–1587
54. Jean Louis de Nogaret de La Valette, Duc d’Épernon, 1587–1589
55. Antoine de Brichanteau, Marquis de Nangis, 1589–1590
56. Bernard de Nogaret, 1589–1592
57. Charles de Gontaut, Duc de Biron, 1592–1594
58. André-Baptiste de Brancas, Seigneur de Villars, 1594–1595
59. Charles de Montmorency, Duc de Dambille, 1596–1612
60. Henri II. de Montmorency, 1612–1626, dann Ersetzung des Amiral de France durch den Grand-maître de la navigation
61. Kardinal Richelieu, 1626–1642 Grand-maître de la navigation
62. Jean Armand de Maillé-Brézé, Duc de Fronsa, 1642–1646 Grand-maître de la navigation
63. Anne d’Autriche, 1646–1650 Grand-maître de la navigation
64. César de Bourbon, Duc de Vendôme, 1650 – 1665 Grand-maître de la navigation
65. François de Vendôme, Duc de Beaufort, 1665 – 1669 Grand-maître de la navigation
66. Louis de Bourbon, Comte de Vermandois, 1667–1683, jetzt wieder als Admiral von Frankreich
67. Louis Alexandre de Bourbon, Comte de Toulouse, 1683–1737
68. Louis Jean Marie de Bourbon, Duc de Penthièvre, 1734 bis zur Revolution
69. Charles Henri d’Estaing, 1792
70. Joachim Murat, 1805–1814
71. Louis Antoine de Bourbon, Duc d’Angoulême, 1814–1830
72. Victor Guy Duperré, 1830
73. Laurent Truguet, 1831
74. Albin Roussin, 1840
75. Ange René Armand de Mackau, 1847
76. Charles Baudin, 1854
77. Ferdinand Alphonse Hamelin, 1854
78. Alexandre Ferdinand Parseval-Deschênes, 1854
79. Armand Joseph Bruat, 1855
80. Joseph Romain-Desfossés, 1860
81. Louis Adolphe Bonnard, 1861–1863
82. Charles Rigault de Genouilly, 1864
83. Léonard Victor Charner, 1864
84. François Thomas Tréhouard de Beaulieu, 1869
85. François Darlan, 1939–1942, Amiral de la Flotte